# 結婚詐欺師 (小説)
『結婚詐欺師』（けっこんさぎし）は、直木賞作家の乃南アサの小説である。新潮社刊。
2007年にWOWOWのドラマWで、内村光良主演でテレビドラマ化された。

## テレビドラマ
2007年11月18日に、WOWOWのドラマWで放映された。

### 出演者
- 阿久津洋平：内村光良
- 橋口雄一郎：加藤雅也
- 江本美和子：鶴田真由
- 曽田理恵：星野真里
- 藤本ゆか：満島ひかり
- 山崎元子：鈴木蘭々
- 宮脇千草：夏樹陽子
- 浜田マスター：相島一之
- 松川澄子：秋本奈緒美
- 槇登与子：東ちづる
- 奥寺広和：遠藤憲一
- 橋口の故郷の親戚：笹野高史
- 金本（阿久津の同級生）：佐野史郎

### スタッフ
- 監督：金子修介
- 脚本：福田卓郎
- 音楽：大谷幸
- プロデューサー：釜谷正一郎、椋樹弘尚

### DVD
- 結婚詐欺師（2008年6月25日、ソニー・ピクチャーズエンタテインメント）JDD-57350